# Starsky i Hutch (serial telewizyjny)
Starsky i Hutch – amerykański serial kryminalny z lat 70., który opowiada o przygodach dwóch policjantów, Davida Starsky’ego i Kena Hutcha. Serial był emitowany przez cztery sezony w latach 1975–1979, w telewizji ABC. W tym czasie powstał jeden 90-minutowy odcinek pilotowy, a następnie 92 odcinki.
W 2003 r. wydana została gra komputerowa Starsky i Hutch, a w 2004 pojawiła się kinowa wersja serialu z Benem Stillerem i Owenem Wilsonem w rolach głównych.

## Obsada
- Paul Michael Glaser jako David Starsky
- David Soul jako Ken Hutch
- Antonio Fargas jako Huggy Bear
- Bernie Hamilton jako kapitan Harold C. Dobey
- W.K. Stratton jako Raymond T. Andrews
- Susan Kiger jako Linda

W epizodach wystąpili m.in.: Charles Napier, Lana Wood, M. Emmet Walsh, Shera Danese, Robert Loggia, George Dzundza, René Auberjonois, Kim Cattrall, Jeff Goldblum, John Saxon, Danny DeVito, Pat Morita, Philip Michael Thomas, Mare Winningham, Melanie Griffith, Carl Weathers, Sally Kirkland, Edward James Olmos, Joan Collins, Vincent Schiavelli.

## Fabuła i bohaterowie
Akcja serialu rozgrywa się w latach 70. w fikcyjnym mieście Bay City w południowej Kalifornii. Główni bohaterowie to dwaj, na pozór niedobrani policjanci z wydziału zabójstw, którzy oprócz rozwiązywania kryminalnych zagadek, często też biorą udział w szalonych pościgach za przestępcami. Jeżdżą charakterystycznym czerwonym Fordem Gran Torino z białym paskiem na bokach. Auto ze względu na kolor nazywane było „pasiastym pomidorem”. Określenie to wymyślił w jednym z odcinków Hutch. Inną nazwą używaną mylnie przez fanów była „Zebra 3”. W rzeczywistości był to radiowy kod wywoławczy ich samochodu.
Najważniejsi bohaterowie:
- David Michael Starsky (Paul Michael Glaser) – ciemnowłosy, pochodzący z Brooklynu były detektyw i weteran armii amerykańskiej, który po zakończeniu służby wstąpił do policji. Choć miewa od czasu do czasu wybuchowe nastroje, to potrafi być też dziecinny. Uwielbia hamburgery i hot dogi.
- Kenneth „Hutch” Hutchinson (David Soul) – blondyn, pochodzi z Duluth w Minnesocie, jest partnerem Starsky’ego i jego zupełnym przeciwieństwem. Do życia podchodzi z większą rezerwą i częściej też używa rozumu. Wcześniej służył w marynarce wojennej.
- Huggy Bear (Antonio Fargas) – dziwaczny informator, który jest głównym kontaktem ze światem przestępczym obu detektywów. Często ubiera się w ekstrawaganckie stroje, posiada duże poczucie humoru i prowadzi bar o nazwie Huggy Bear's, później zmieniony na The Pits. Ogromna popularność jaką cieszył się wśród widzów Huggy spowodowała, że producenci Spelling i Goldberg rozważali stworzenie dla niego osobnego serialu. Jeden z odcinków drugiej serii był pilotem proponowanego spin offu z Huggym i jego przyjacielem, byłym szeryfem Turquetem (Dale Robinette). Jednakże ten pomysł nie spodobał się widzom i dlatego serial nigdy nie powstał.
- Kapitan Harold C. Dobey (Bernie Hamilton) – szorstki ale wyrozumiały szef pary policjantów. Starsky i Hutch był jednym z pierwszych seriali dramatycznych, który czarnoskórych bohaterów przedstawiał w pozytywnym świetle. Zarówno kapitan Dobey, który często działa na granicy prawa, jak i obracający się wśród podejrzanych osób Huggy są tego przykładami.

## Produkcja

### Początki serialu
Na pomysł zrobienia serialu o dwójce policjantów z południowej Kalifornii wpadł William Blinn. Początkowo chciał też, żeby Starsky jeździł Chevroletem Camaro z rozkładanym dachem. Jednak, kiedy ruszyła produkcja pilotowego odcinka producenci zdecydowali się wynająć od firmy Ford Motor Company dwa inne modele: Forda 351 Windsora i dwudrzwiowego Grana Torino. Koordynator transportu George Grenier zaprojektował charakterystyczny biały pasek na bokach aut. Choć oba samochody pojawiły się w serialu to zdecydowano, że Starsky i Hutch będą jeździli Granem Torino. Po zakończeniu produkcji samochody zostały zwrócone firmie Ford, a następnie sprzedane na aukcji.
Wielu widzów do serialu przyciągnęli nie tylko główni bohaterowie i ładne scenerie (większość zdjęć powstała na plaży w Los Angeles i w okolicach San Pedro), ale też ciekawie napisany scenariusz dwóch pierwszych serii. W jednym z odcinków drugiego sezonu pojawiła się gwiazda muzyki country Lynn Anderson, która zagrała piosenkarkę prześladowaną przez chorą psychicznie osobę. Ten wątek oparto na prawdziwym wydarzeniu z życia Dolly Parton.

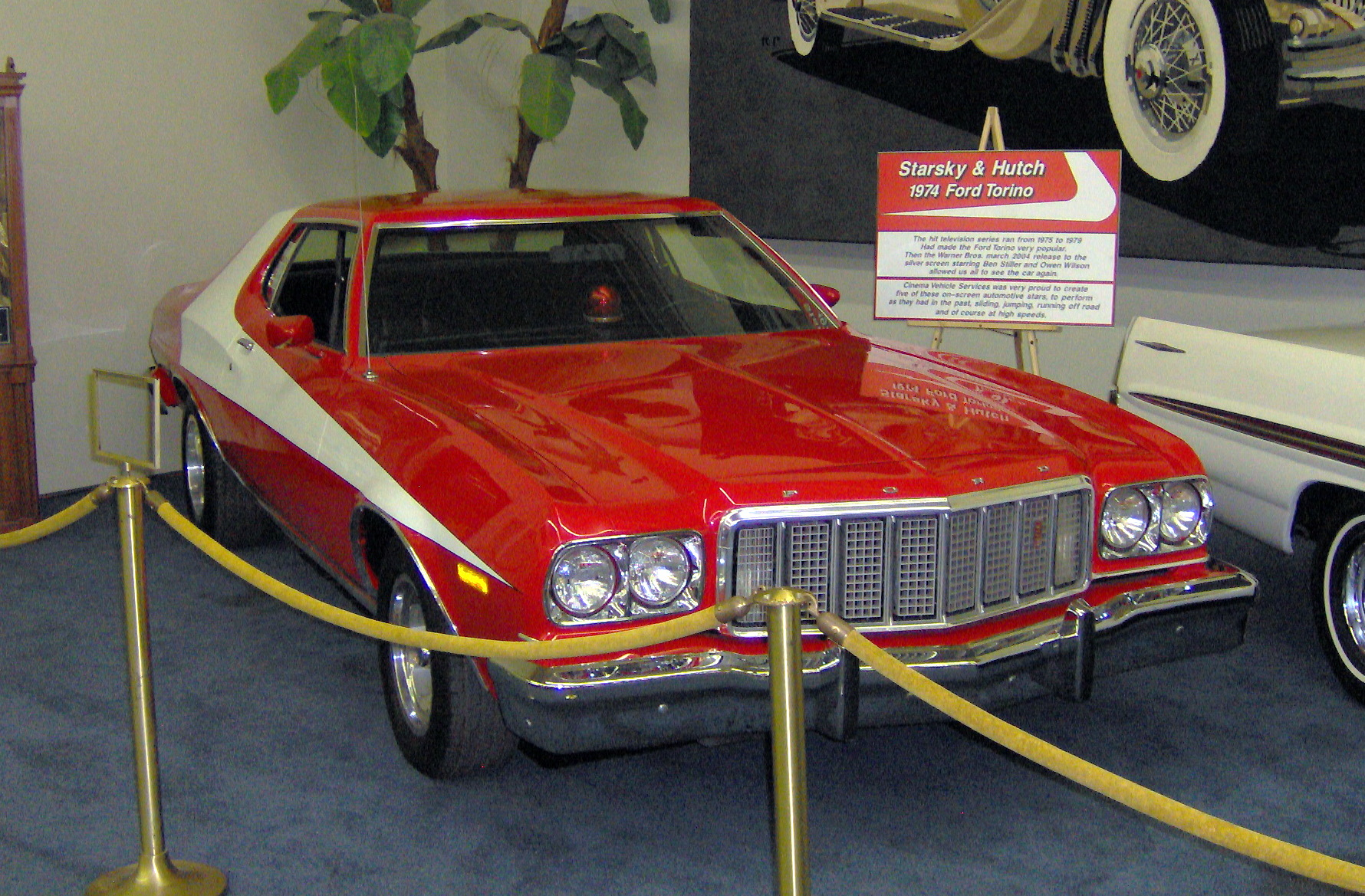
Ford Gran Torino

### Sezon 3
W 1977 r. rosnące zainteresowanie tematem przemocy w telewizji oraz wypowiedzi Glasera o jej nadmiernej ekspozycji w serialu zmusiły scenarzystów do ograniczenia scen z użyciem siły i wprowadzenia wątków bardziej łagodnych oraz towarzyskich. Doprowadziło to do tego, że główni aktorzy byli coraz bardziej zmęczeni schematami i tymi samymi tematami poruszanymi w serialu, a sama seria zaczęła tracić na popularności.
Szczególnie Glaser był znudzony dalszą grą i kilka razy wspominał o tym, że chciałby zrezygnować ze swojego kontraktu i odejść z serialu. Złożył nawet skargę, bo chciał rozwiązania kontraktu jeszcze przed rozpoczęciem trzeciej serii. Wydawało się, że jego rezygnacja jest już pewna, więc by wypełnić po nim lukę rozważano wprowadzenie nowej bohaterki, oficer Lindy Baylor (Roz Kelly). Napisano także kilka alternatywnych scenariuszy przedstawiających nową postać. Jednak producenci nie chcieli tak łatwo zrezygnować ze Starsky’ego i w końcu zgodzili się dać Glaserowi większą kontrolę nad scenariuszem i podwyżkę z 5.000 do 35.000 dolarów za odcinek.

### Sezon 4
W trakcie czwartej serii Glaser znów wyraził swoje pragnienie odejścia z serialu. Tym razem postanowiono go zastąpić młodszym bratem Starsky’ego, Nickiem (John Herzfeld), który pojawił się w jednym z odcinków. Dzięki temu zabiegowi w razie jego rezygnacji nie trzeba byłoby zmieniać tytułu serialu. Glaser zdecydował się jednak pozostać i dokończyć ten sezon.
Chociaż zaplanowano piątą serię, ostateczne wycofanie się Glasera i spadająca oglądalność spowodowały definitywne zakończenie serialu.

### Broń
Główni bohaterowie pomimo tego, że służą w policji, używają różnych rodzajów broni. W pilotowym odcinku Starsky prawdopodobnie nosi Berettę, ale już w czwartym odcinku pierwszej serii jest to 9-milimetrowy Smith & Wesson Model 59.
Z kolei Hutch przez cały serial używa głównie Colta Pythona i rewolweru .357 Magnum. Jego broń na początku serialu była średniej wielkości, ale od trzeciej serii zaczął posługiwać się pistoletami z długą lufą. Zabiegał o to sam David Soul grający Hutcha.

## Motywy przewodnie
W pierwszej serii motyw przewodni, skomponowany przez Lalo Schifrina, był mroczny i posępny, dlatego wydawało się, że idealnie pasuje do wartkiej akcji i brutalnych działań przedstawionych w serialu.
W drugiej serii postanowiono go jednak zmienić i wykorzystać utwór pt. „Gotcha”, napisany przez Toma Scotta. Stał się on później ikoną serialu i jednym z najbardziej rozpoznawalnych motywów muzycznych. W 1977 r. „Gotcha” znalazła się na dwóch albumach Scotta, Blow It Out i Best Of Tom Scott.
Na potrzeby trzeciej serii użyto bardziej dramatycznej kompozycji, gdyż serial zaczął zmierzać w kierunku bardziej żartobliwym. Muzykę tym razem napisał Mark Snow.
Nieco przerobiony utwór „Gotcha” powrócił w ostatniej czwartej serii. Odnowiona wersja była bardziej spokojna od pozostałych motywów muzycznych.

## Nagrody i nominacje
Złoty Glob
- 1978 – nominacja w kategorii najlepszy serial dramatyczny

People’s Choice Award
- 1977 – wygrana w kategorii najlepszy serial dramatyczny
- 1976 – wygrana w kategorii najlepszy nowy program telewizyjny

TV Lands Awards
- 2005 – wygrana w kategorii najlepszy „nieobliczalny” policjant (Paul Michael Glaser)
- 2005 – nominacja w kategorii najlepszy kierowca (David Soul)
- 2004 – nominacja w kategorii najlepsza para policjantów